# Wilhelm Karl von Isenburg
Wilhelm Karl Hermann Prinz von Isenburg (Darmstadt, 16 januari 1903 - Mülheim an der Ruhr, 23 november 1956) was een Duits genealoog.

## Leven en werk
Isenburg werd geboren als zoon van erfprins Leopold von Isenburg en Olga prinses von Sachsen-Weimar-Eisenach. Hij trouwde in 1930 met Helene Elisabeth Gräfin von Korff genannt Schmising-Kerssenbrock (1900-1974); uit dit huwelijk werden geen kinderen geboren. Hij studeerde geschiedenis waarbij hij al een bijzondere interesse voor genealogie aan de dag legde. In 1928 verscheen zijn publicatie Genealogie als Lehrfach. Zugleich Einführung in ihre Probleme. Vanaf 1933 begon hij zich ook te interesseren voor de biologische kant van de genealogie en trad  in 1929 als genealogisch assistent in dienst van het Pathopsychologischen Institut van de universiteit van Bonn. In 1933 trad hij toe tot de NSDAP en later tot de SS. In 1936 werd hij ambtenaar bij het ministerie van Binnenlandse Zaken bij de Rijksdienst voor genealogisch onderzoek (Duits: Reichsstelle für Sippenforschung) die zich onder andere met afstammingsvraagstukken bezighield inzake aspirantleden voor de NSDAP, dus met 'arische' en joodse afstamming. Vanaf 1937 was hij tevens buitengewoon hoogleraar genealogie en familiekunde in München. Na de Tweede Wereldoorlog werd hij opnieuw in 1947 als ambtenaar aangesteld maar ging wegens zijn gezondheid nog datzelfde jaar met pensioen.
Isenburg is bekend geworden door zijn medewerking aan het genealogische standaardwerk Europäische Stammtafeln.